# Ladislav Šincl
Ladislav Šincl (* 20. září 1965) je český manažer a politik ČSSD, v letech 2006 až 2017 poslanec Poslanecké sněmovny PČR, v letech 1998 až 2014 zastupitel města Karviná, v letech 2017 až 2023 člen Rady pro rozhlasové a televizní vysílání.

## Biografie
V letech 1980–1984 vystudoval SEŠ Orlová a pak v letech 1984–1988 Národohospodářskou fakultu VŠE v Praze. V letech 1989–1992 pracoval v podniku Poldi Kladno jako odborný referent, pak byl v období let 1992–1994 jednatelem pobočky banky IPB v Karviné, kde následně v letech 1994-1996 působil jako vedoucí týmu depozitních služeb, v roce 1996 jako specialista VT a do roku 1998 jako managing director v IPB Pojišťovna.
V komunálních volbách roku 1994 neúspěšně kandidoval za ČSSD do zastupitelstva města Karviná. Zvolen sem byl v komunálních volbách roku 1998, komunálních volbách roku 2002, komunálních volbách roku 2006 a komunálních volbách roku 2010. Profesně se k roku 1998 uvádí jako ekonom, roku 2002 coby první náměstek primátora, v roce 2006 jako náměstek primátora a roku 2010 coby poslanec. V letech 1998–2002 byl náměstkem starosty Karviné, pak v období 2002–2006 1. náměstek primátora.
Ve volbách 2006 byl Moravskoslezském kraji zvolen do poslanecké sněmovny za ČSSD. Byl členem výboru pro životní prostředí a v letech 2009–2010 i rozpočtového výboru. Poslanecký mandát obhájil ve volbách roku 2010 a volbách roku 2013. Opět se stal členem výboru pro životní prostředí a členem rozpočtového výboru (v něm byl od března 2012 místopředsedou).
Dne 26. dubna 2017 byl v tajné volbě Poslaneckou sněmovnou PČR zvolen do Rady pro rozhlasové a televizní vysílání. Mandát poslance mu zanikl k 1. červenci 2017, ve Sněmovně jej nahradila jeho stranická kolegyně Barbora Jelonková. V Radě pro rozhlasové a televizní vysílání působil až do července 2023.